# Juan José Guzmán
 (février 2011).
Si vous disposez d'ouvrages ou d'articles de référence ou si vous connaissez des sites web de qualité traitant du thème abordé ici, merci de compléter l'article en donnant les références utiles à sa vérifiabilité et en les liant à la section « Notes et références ».
Juan José Guzmán (juillet 1797, La Union – 19 octobre 1847, San Vicente)

## Biographie
Il était un militaire et homme d'État salvadorien qui occupa la présidence du Salvador du 12 avril au 30 juin 1842 à titre provisoire, avant de se faire élire jusqu’au 1er février 1844. Il fut ainsi le premier président élu du pays.
Le 12 avril 1842, le président par intérim José Escolástico Marín lui cède la présidence. Il occupa le poste jusqu’au 30 juin 1842 quand il céda à son tour la charge à Dionisio Villacorta.
Lors de la première élection présidentielle du Salvador, le colonel Antonio José Cañas fut élu mais finalement n’accepta pas la fonction. Ainsi la présidence fut donnée à Guzman.
Durant son mandat il rompit toutes relations diplomatiques avec le Costa Rica et engagea des discussions avec le Nicaragua et le Honduras pour former la Confédération d’Amérique Centrale. En 1843 il abandonna la présidence le 1er février à son vice-président Pedro José Arce avant de revenir aux fonctions quelques mois plus tard. Le 1er février 1844, donna la présidence à Fermín Palacios. Il se retira à San Vicente où il fut assassiné le 19 octobre 1847.